# وینفورد
وینفورد (به انگلیسی: Winford) یک روستا و محله مدنی در بریتانیا است که در سامرست شمالی واقع شده‌است. وینفورد ۲٬۱۵۳ نفر جمعیت دارد.